# Hyles euphorbiarum
Hyles euphorbiarum är en fjärilsart som beskrevs av Guerin. och Perch. 1835. Hyles euphorbiarum ingår i släktet Hyles och familjen svärmare. Inga underarter finns listade i Catalogue of Life.

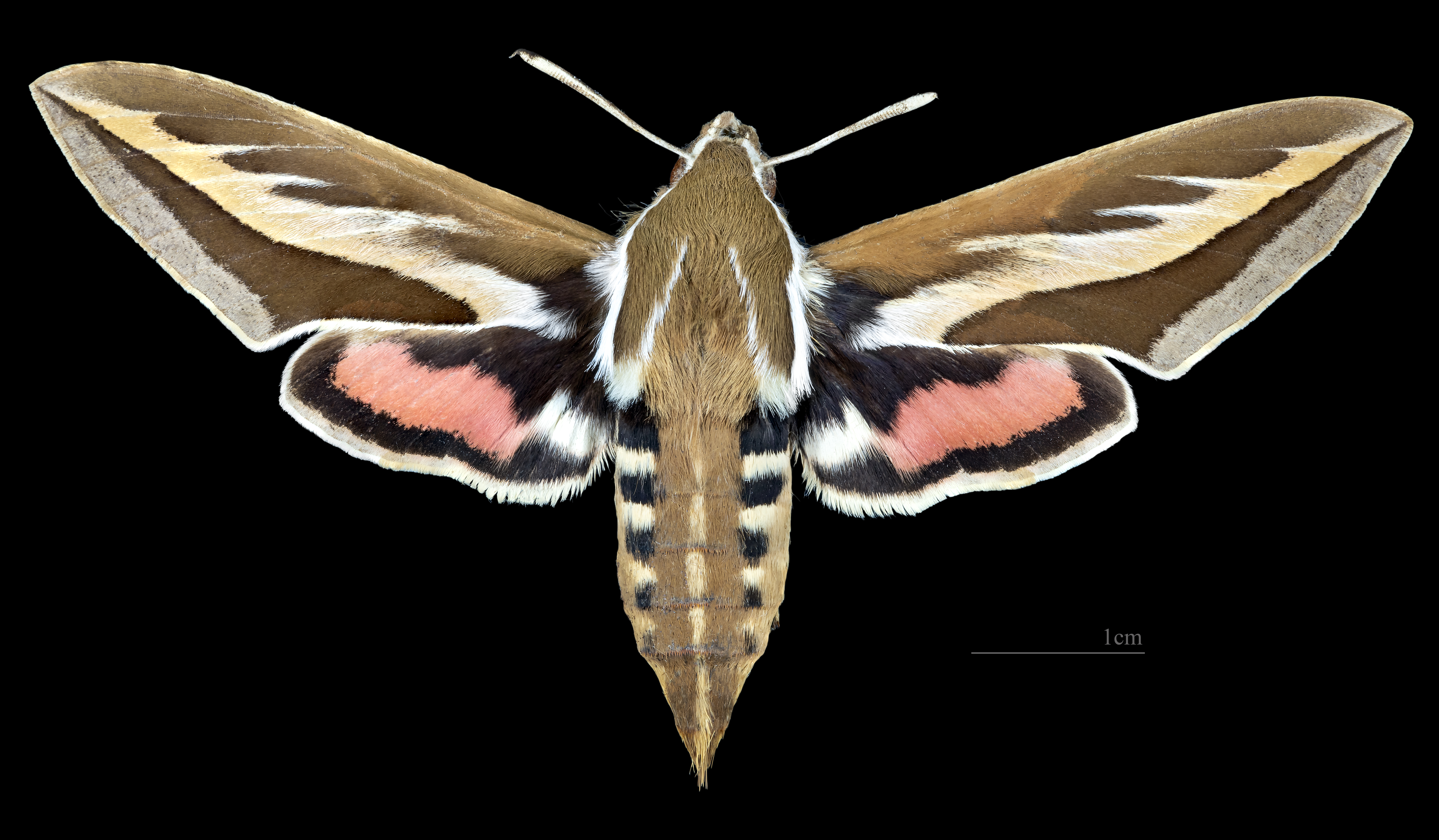
Hyles euphorbiarum ♀
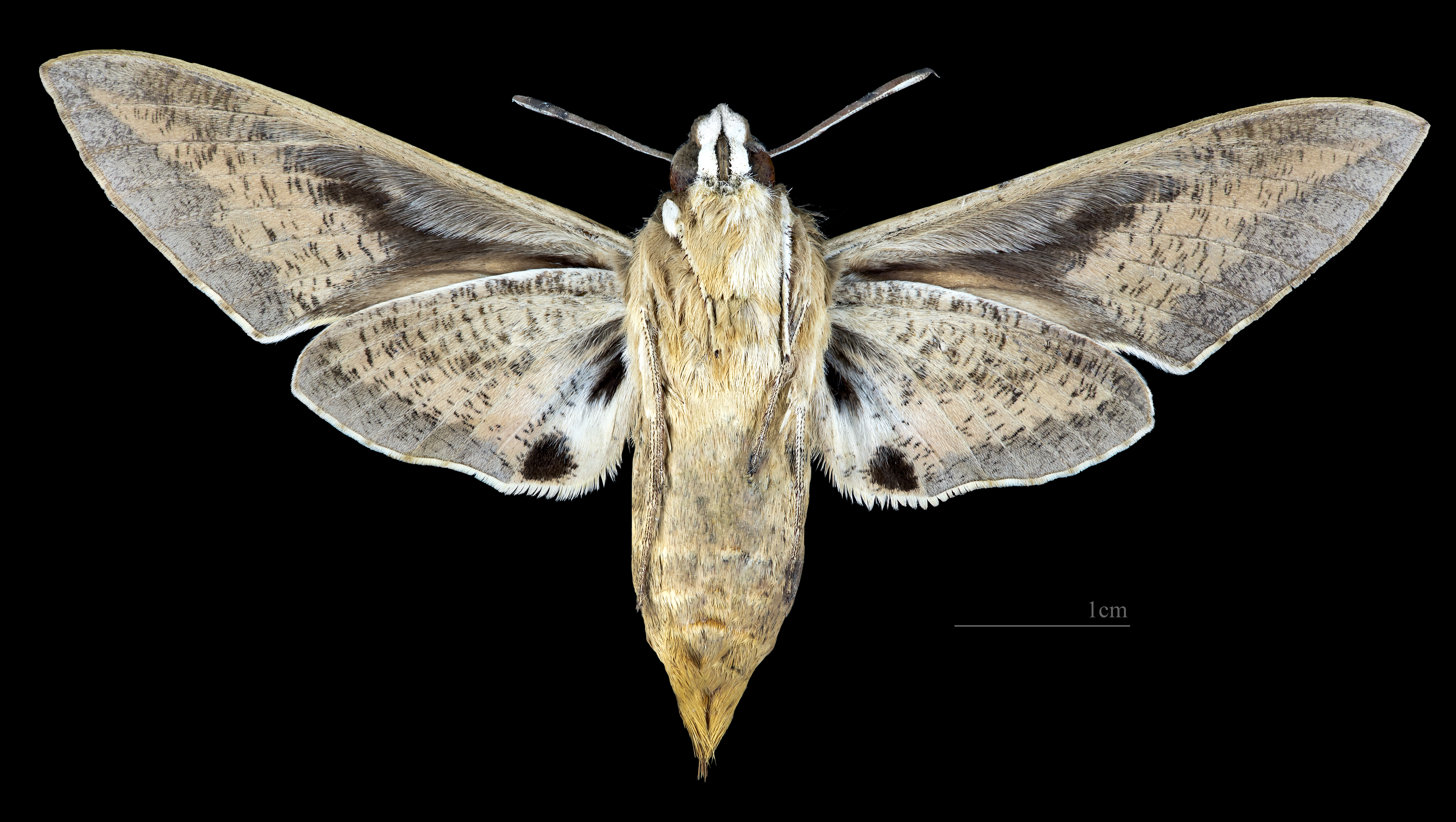
Hyles euphorbiarum ♀ △